# GeForce
GeForce è il marchio adottato dalla NVIDIA Corporation per le proprie serie di GPU, largamente usate nella produzione di schede video per PC.
Queste serie sono specializzate nei videogiochi e nelle applicazioni multimediali, e quindi specifiche per un uso casalingo. Per applicazioni professionali, l'azienda propone il marchio Quadro.
Queste GPU si pongono in diretta competizione con la serie Radeon HD della rivale ATI Technologies (dal 2006 sotto controllo di AMD).
La serie GeForce è nata per la fascia alta del mercato e per un target di appassionati, ma col tempo si è differenziata in modelli che coprono tutte le fasce del mercato. Al 2010 si sono succedute tredici serie di GPU con questo marchio.
Il nome "GeForce" appartiene alla sola GPU, ma la sua rilevanza all'interno di una scheda video fa sì che queste vengano identificate con il modello della GPU, e al più il nome del produttore OEM che ha fabbricato la scheda.

## Serie di GeForce

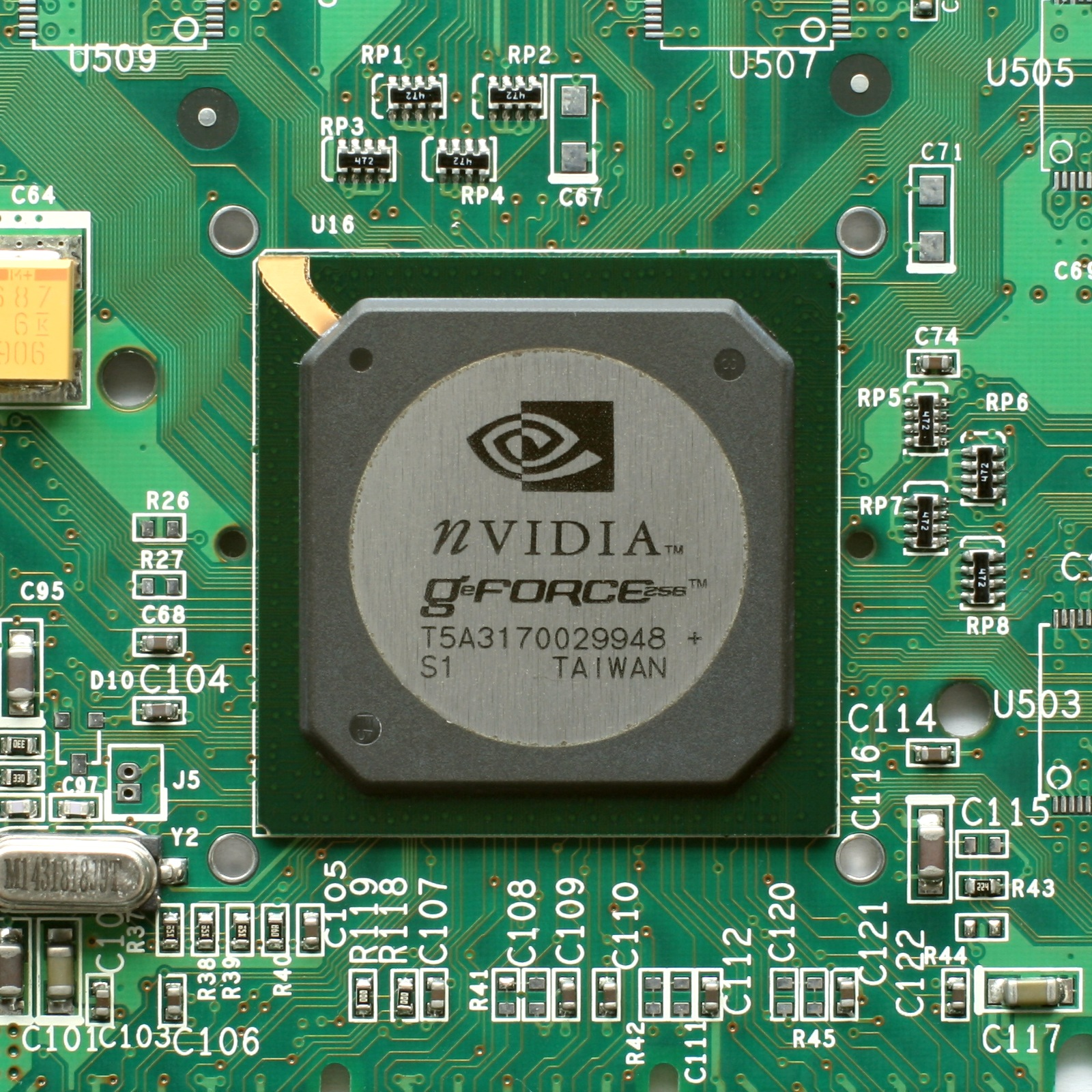
Chip GeForce 256

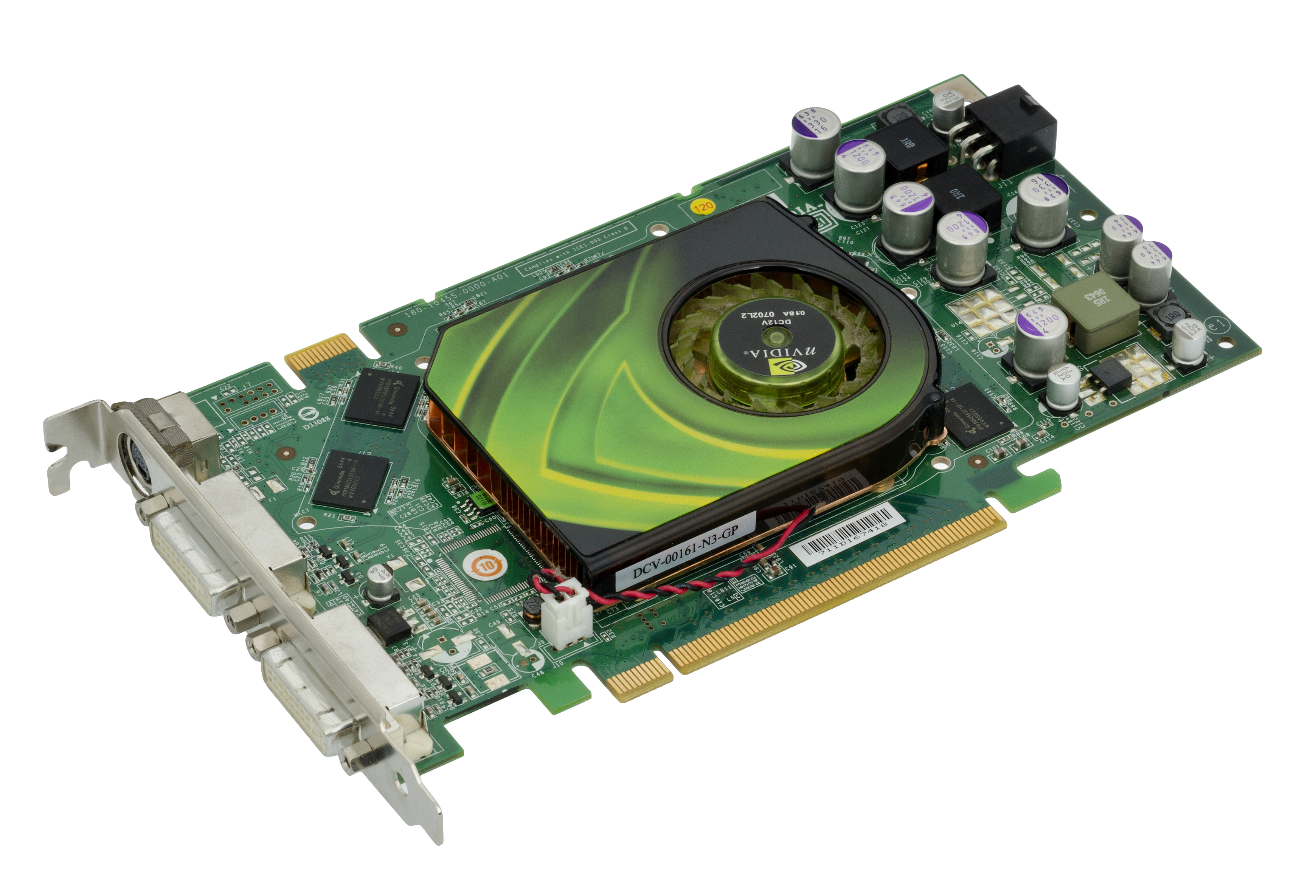
NVidia Geforce 7900GS

### GeForce 256
Pubblicato nell'agosto del 1999, questo modello (nome in codice interno NV10) fu la prima GPU a supportare il transform and lighting via hardware, anche se questa caratteristica non sarebbe stata utilizzata in videogiochi 3D se non più tardi. Le prime schede con questa GPU erano dotate di memorie SDRAM, mentre le successive montavano memorie DDR.

### GeForce 2
Lanciata nell'aprile del 2000, la prima GeForce 2 (NV15) era un altro componente di fascia alta. La progettazione con doppio processore di texture per pipeline grafica permise di raddoppiare la velocità di riempimento (fill rate) rispetto alla prima generazione. In seguito NVIDIA pubblicò la GeForce 2 MX, versione a basso costo che risultò popolare nel mercato di fascia media.

### GeForce 3
Lanciata sul mercato nel febbraio del 2001, la GeForce 3 (NV20) aggiungeva pixel shader e vertex shader programmabili di classe DirectX 8 alla famiglia GeForce. Queste GPU offrivano buone prestazioni complessive e buon supporto per gli shader, ed ebbe buona diffusione tra gli appassionati, anche se non raggiunse mai la fascia media di prezzo. Parte della tecnologia sviluppata per questo chip fu poi presente nella componente grafica della Xbox.

### GeForce 4
Lanciata nel febbraio del 2002, la GeForce 4 Ti (NV25) di fascia alta era praticamente un raffinamento della GeForce 3, in molti aspetti secondari (migliori antialiasing e controller della memoria, un altro vertex shader, processo di produzione ridotto e quindi frequenze più alte). La successiva GeForce 4 MX era una GeForce 2 MX con qualche novità presa dalla GeForce 4 Ti.

### GeForce FX
Ufficialmente distribuita nel novembre del 2002, questa generazione (NV30) si differenziava notevolmente dalle precedenti nell'architettura. Offriva supporto alle nuove DirectX 9.0 con l'introduzione dello shader model 2.0, ma doveva offrire buone prestazioni anche su giochi più vecchi su DirectX 8 e 7. Dato che i modelli sono analoghi a quelli di una serie GeForce 5, è diffusa anche questa denominazione.

### GeForce 6
Lanciata nell'aprile 2004, la GeForce 6 (NV40) supportava il nuovo shader model 3.0, correggeva le povere prestazioni nel calcolo in virgola mobile della precedente GPU, introduceva il supporto per HDR (High Dynamic Range Imaging), SLI (Scalable Link Interface) e PureVideo.

### GeForce 7
Distribuita nel giugno 2005, la GeForce 7 (NV47/G70) consisteva sostanzialmente in una revisione della serie 6 (pipeline più larga e frequenza maggiore), con nuovo supporto alle tecniche di antialiasing TMAA (Transparency Multisampling AntiAliasing) e TSAA (Transparency Supersampling AntiAliasing), che furono in seguito abilitate anche per la serie precedente. Un derivato del modello 7800GTX è l'RSX Reality Synthesizer, componente video della PlayStation 3.

### GeForce 8
Pubblicata nel novembre 2006, la GeForce 8 (G80) è stata la prima GPU a offrire pieno supporto alle DirectX 10 e il primo chipset NVIDIA ad essere progettato con architettura a shader unificati.

### GeForce 9
I prodotti della serie GeForce 9 sono revisioni degli ultimi modelli della serie 8, prodotti con tecnologia a 65 nm. La prima scheda ad essere lanciata, il 21 febbraio 2008 è stata la 9600 GT, scheda di fascia media basata sul processore G94, rielaborazione del G92 utilizzato nel fortunato modello 8800 GT. Ad essa sono seguite la 9800 GX2, con design a doppia GPU G92, e la 9800 GTX, versione del G92 che lavora a frequenze leggermente più alte. Di fatto questa nuova serie di schede video ha suscitato diverse polemiche, in quanto NVidia ha presentato una nuova generazione di schede che in realtà non apporta alcuna novità rispetto alla generazione precedente.

### GeForce 200
Con questa nuova generazione, lanciata il 16 giugno 2008, NVidia adotta una nuova nomenclatura per le proprie schede, utilizzando il prefisso GTX e un numero di tre cifre. I primi modelli presentati sono GTX 260 e GTX 280, basati sul core GT200 a 65 nm, che ha una architettura a shader unificati leggermente rivisitata e che offre un supporto maggiore alle tecnologie CUDA e PhysX e una nuova versione del decoder PureVideo. Non viene aggiunto il supporto alle librerie grafiche DirectX 10.1, ritenute di importanza trascurabile da NVidia.

### GeForce 400 e 300
Presentate sul mercato il 27 marzo 2010, le GeForce GTX 480 e 470 offrono per la prima volta il supporto hardware alle librerie grafiche DirectX 11. Le schede sono basate sul core GF100 a 40 nm, anch'esso basato su architettura a shader unificati e sono note con il nome in codice Fermi (in omaggio al fisico italiano Enrico Fermi). Sono inoltre le prime schede NVidia a far utilizzo di memorie video GDDR5. Il 31 maggio 2010 viene presentata una terza scheda della serie 400, la GeForce GTX 465, basata anch'essa sul core GF100. Le 3 schede differiscono tra loro per numerosi fattori, tra cui il quantitativo di RAM video installata (1536MB per GTX 480, 1280MB per GTX 470 e 1024MB per GTX 465), le frequenze operative di cores\shader\memorie (700/1400/3696 MHz per GTX480, 607/1215/3384 MHz per GTX470 e 607/1215/3208 MHz per GTX465), il numero di Cuda Cores presenti (480 per GTX 480, 448 per GTX 470 e 352 per GTX 465) e per il bus grafico (384 bit per GTX 480, 320 bit per GTX 470 e 256 bit per GTX 465).
La serie di GeForce 300 sono state rese disponibili le settimane successive alla presentazione della serie 400, in tre modelli: GT 340, GT 330 e GT 320, disponibili solo per il mercato OEM (quindi non acquistabili dall'utente singolo). Non basate su una versione economica dell'architettura Fermi appena presentata, quindi perlopiù schede video derivate da soluzioni già presentate in passato. La GeForce GT 340 prende in prestito molto dalla GeForce GT 240, per cui troviamo 96 CUDA Core (stream processor), frequenza della GPU pari a 550 MHz, 512 MB o 1 GB di memoria DDR3 a 1700 MHz e interfaccia a 128 bit. La GeForce GT 330 distribuita in due versioni: 96 e 112 CUDA Core, 1 GB o 2 GB di memoria DDR3 a 800 MHz e DDR2 a 500 MHz e bus a 128/192/256 bit. Infine la GeForce GT 320 integra 72 CUDA Core, 1 GB di memoria DDR3 a 790 MHz e bus a 128 bit.

### GeForce 700
- GeForce 800 (solo per il settore mobile)

### GeForce 30
La serie è stata annunciata il 1º settembre 2020 e le spedizioni sono iniziate il 17 settembre 2020 con il modello GeForce RTX 3080.

### GeForce 40
La serie 40 è stata annunciata il 20 settembre 2022 con i primi modelli GeForce RTX 4090 e 4080.

### GeForce 50
Le prime schede della serie 50 sono state pesentate al mercato il 30 gennaio 2025 con i primi modelli GeForce RTX 5090 e 5080.

## Driver

### Documentazione e driver per GNU/Linux
NVIDIA non fornisce la documentazione relativa all'hardware prodotto, necessaria per la scrittura di relativi driver open source, ma preferisce produrre dei driver in formato binario per X.Org ed una libreria open source che si interfaccia con i kernel Linux, FreeBSD o OpenSolaris. Questo supporto, nonostante i propri limiti, ha permesso una diffusione delle soluzioni dell'azienda nell'ambito professionale, ai danni dei prodotti più costosi di aziende come SGI.
I limiti sopra citati sono quelli al centro della controversia con la comunità del software libero. Molti utenti e sviluppatori, sostenitori convinti di questa filosofia, sottolineano la necessità di driver completamente liberi, e l'inadeguatezza di un driver binario fornito "a scatola chiusa".
La X.Org Foundation e Freedesktop.org mantengono lo sviluppo del progetto Nouveau, un driver open source realizzato tramite un'operazione di reverse engineering dei binari di NVIDIA. Il suddetto driver open source supporta l'accelerazione 2D e 3D sulla maggior parte delle schede video come anche l'accelerazione della decodifica video. Non supporta attualmente l'uso dell'architettura CUDA.

### Optimus
Una funzionalità importante, supportata dai driver forniti da NVIDIA solo su Windows 7 e Linux, è Optimus, un meccanismo sviluppato per far coesistere una scheda video NVIDIA con una di marca diversa (tipicamente Intel), finalizzato al risparmio energetico e installato su una vasta gamma di computer portatili. Il progetto Bumblebee cerca di portare il supporto come open-source a questa tecnologia su sistemi Linux, il quale è stato l'unico metodo per ottenere il funzionamento di Optimus su tale sistema fino alla distribuzione dei driver 319.12 Beta.